# ایمنی هوش مصنوعی

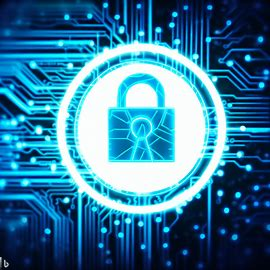
تصویر مربوط

ایمنی هوش مصنوعی یک زمینه بین رشته‌ای است که با پیشگیری از سوء استفاده، حوادث یا سایر پیامدهای مضری که می‌تواند از سیستم‌های هوش مصنوعی (AI) ایجاد شود، مرتبط است. این موضوع شامل اصول اخلاق ماشین می‌شود که هدف آن اخلاقی و سودمند ساختن سیستم‌های هوش مصنوعی است و مشکلات‌های فنی از جمله سیستم‌های نظارت بر خطرات و قابل اعتماد ساختن آنها می‌شود.. فراتر از تحقیقات، ایجاد هنجارها و سیاست‌هایی که ایمنی هوش مصنوعی را ارتقا می‌دهد از اهداف ایمنی هوش مصنوعی است.
ایمنی هوش مصنوعی به مجموعه‌ای از اصول، روش‌ها و تدابیری گفته می‌شود که برای اطمینان از عملکرد صحیح، اخلاقی و بدون آسیب سیستم‌های مبتنی بر هوش مصنوعی طراحی شده‌اند. با گسترش روزافزون فناوری‌های مبتنی بر هوش مصنوعی در حوزه‌های مختلف از سلامت و امنیت گرفته تا اقتصاد و سرگرمی، نیاز به ایجاد ساختارهای ایمن و پایدار برای جلوگیری از تهدیدات و آسیب‌های احتمالی بیش از پیش احساس می‌شود.

### تعریف دقیق ایمنی هوش مصنوعی
ایمنی هوش مصنوعی (AI Safety) به معنای طراحی و توسعه سیستم‌های هوش مصنوعی به گونه‌ای است که از رفتارهای ناخواسته، خطرناک یا غیرقابل پیش‌بینی جلوگیری شود. این مفهوم بر ایجاد الگوریتم‌ها و مدل‌هایی تمرکز دارد که بتوانند عملکردی پایدار، اخلاقی و شفاف داشته باشند و در برابر تهدیدات سایبری، خطاهای داخلی و سوءاستفاده‌های احتمالی مقاوم باشند.

### اهمیت ایمنی در سیستم‌های هوش مصنوعی
اهمیت ایمنی هوش مصنوعی از چندین جنبه قابل بررسی است:
- پیشگیری از آسیب‌های ناخواسته: سیستم‌های هوش مصنوعی پیشرفته می‌توانند در صورت نقص در ایمنی، تصمیماتی بگیرند که منجر به آسیب‌های جدی شوند.
- اطمینان از عملکرد اخلاقی: ایمنی کمک می‌کند تا الگوریتم‌ها عاری از تعصب و تبعیض باشند.
- حفظ اعتماد عمومی: جامعه نیازمند اطمینان از این است که فناوری‌های هوش مصنوعی تحت کنترل بوده و به نفع انسان‌ها عمل می‌کنند.
- امنیت سایبری: ایمنی هوش مصنوعی می‌تواند از حملات سایبری به سیستم‌های هوشمند جلوگیری کند.

### اهداف ایمنی هوش مصنوعی
اهداف اصلی ایمنی هوش مصنوعی شامل موارد زیر است:
- محافظت در برابر تهدیدات سایبری: جلوگیری از دستکاری داده‌ها و حملات هکری.
- کاهش سوءاستفاده‌های احتمالی: پیشگیری از استفاده نادرست از سیستم‌های هوش مصنوعی در فعالیت‌های مخرب.
- اطمینان از شفافیت: ارائه مدل‌هایی که قابلیت توضیح‌پذیری و کنترل‌پذیری داشته باشند.
- مدیریت رفتارهای غیرمنتظره: توسعه سیستم‌هایی که حتی در شرایط نامعمول، عملکرد ایمن داشته باشند.

## تفاوت میان ایمنی هوش مصنوعی و امنیت سایبری
ایمنی هوش مصنوعی و امنیت سایبری دو مفهوم مرتبط اما متمایز هستند که هر دو به ایجاد و حفظ امنیت در سیستم‌های پیشرفته دیجیتالی و هوش مصنوعی می‌پردازند. با این حال، تمرکز و رویکردهای این دو حوزه تفاوت‌های قابل توجهی دارند.

### تعریف امنیت سایبری و ایمنی هوش مصنوعی
امنیت سایبری (Cybersecurity) به مجموعه‌ای از اقدامات، فناوری‌ها و پروتکل‌ها گفته می‌شود که برای محافظت از سیستم‌های دیجیتال، شبکه‌ها و داده‌ها در برابر تهدیدات و حملات سایبری استفاده می‌شوند. هدف اصلی امنیت سایبری، جلوگیری از دسترسی غیرمجاز، دستکاری داده‌ها و حملات مخرب مانند بدافزارها و حملات فیشینگ است.
ایمنی هوش مصنوعی (AI Safety) به مجموعه‌ای از اصول و روش‌ها اشاره دارد که برای اطمینان از عملکرد ایمن و اخلاقی سیستم‌های مبتنی بر هوش مصنوعی طراحی شده‌اند. این مفهوم شامل پیشگیری از رفتارهای ناخواسته، غیرقابل پیش‌بینی یا آسیب‌زا در سیستم‌های یادگیری ماشین و الگوریتم‌های پیشرفته است.

### تفاوت‌های اساسی میان ایمنی هوش مصنوعی و امنیت سایبری
حوزه تمرکز:
- امنیت سایبری در محافظت از زیرساخت‌ها، داده‌ها و شبکه‌ها تمرکز دارد.
- ایمنی هوش مصنوعی در رفتار و تصمیم‌گیری صحیح و ایمن الگوریتم‌های هوش مصنوعی متمرکز است.

ماهیت تهدیدات:
- تهدیدات امنیت سایبری شامل حملات هکری، نفوذ به سیستم‌ها، و سرقت اطلاعات است.
- تهدیدات ایمنی هوش مصنوعی شامل تصمیم‌گیری نادرست، تولید نتایج مغرضانه یا پیش‌بینی‌ناپذیر توسط مدل‌های یادگیری ماشین است.

رویکردهای فنی:
- امنیت سایبری از تکنیک‌هایی مانند رمزنگاری، فایروال‌ها، سیستم‌های شناسایی نفوذ (IDS) و احراز هویت استفاده می‌کند.
- ایمنی هوش مصنوعی شامل نظارت بر الگوریتم‌ها، آزمایش مدل‌ها، شبیه‌سازی خطاها و بهبود شفافیت مدل‌ها است.

هدف نهایی:
- هدف امنیت سایبری حفظ حریم خصوصی و جلوگیری از دسترسی غیرمجاز است.
- هدف ایمنی هوش مصنوعی جلوگیری از رفتارهای ناخواسته و تصمیم‌گیری‌های غیرقابل پیش‌بینی در سیستم‌های هوش مصنوعی است.

### مثال‌های کاربردی برای تفکیک مفاهیم
مثال امنیت سایبری:
یک بیمارستان با سیستم‌های دیجیتالی پیشرفته ممکن است قربانی حمله باج‌افزاری شود که طی آن داده‌های بیماران قفل شده و در ازای رمزگشایی، درخواست پول شود. این حمله مستقیماً به حوزه امنیت سایبری مرتبط است.
مثال ایمنی هوش مصنوعی:
یک سیستم هوش مصنوعی تشخیص بیماری، به دلیل داده‌های آموزشی نامتوازن، ممکن است به‌طور سیستماتیک تشخیص اشتباهی برای بیماران یک گروه نژادی خاص ارائه دهد. این مشکل به ایمنی هوش مصنوعی و مدیریت تعصب الگوریتم مرتبط است.
ترکیب هر دو:
یک سیستم هوش مصنوعی که تصاویر حساس پزشکی را پردازش می‌کند، اگر به‌درستی ایمن‌سازی نشده باشد، هم در معرض حملات سایبری قرار می‌گیرد و هم ممکن است نتایج پزشکی غیرقابل اعتماد تولید کند.
این مقایسه نشان می‌دهد که هر دو حوزه برای محافظت از سیستم‌های پیشرفته ضروری هستند و نیاز به همکاری و هماهنگی دارند.

## مفاهیم و اصول اخلاقی مرتبط با ایمنی هوش مصنوعی
در کنار جنبه‌های فنی ایمنی هوش مصنوعی، رعایت اصول اخلاقی برای تضمین عملکرد صحیح، عادلانه و شفاف سیستم‌های هوش مصنوعی بسیار حائز اهمیت است. این اصول به شکل مستقیم بر نحوه تعامل انسان‌ها با این سیستم‌ها و اثرات آن‌ها بر جامعه تأثیر می‌گذارند. در این بخش، به بررسی چهار اصل اخلاقی کلیدی مرتبط با ایمنی هوش مصنوعی خواهیم پرداخت.

### عدالت و بی‌طرفی در سیستم‌های هوش مصنوعی
عدالت و بی‌طرفی یکی از اصول اساسی در طراحی سیستم‌های هوش مصنوعی است. هدف این اصل جلوگیری از ایجاد تبعیض و تعصب در نتایج تصمیم‌گیری‌های هوش مصنوعی است. سیستم‌های هوش مصنوعی باید طوری طراحی شوند که برای تمامی گروه‌های اجتماعی، نژادی، جنسیتی و اقتصادی به‌طور مساوی و منصفانه عمل کنند. در غیر این صورت، خطرات جبران‌ناپذیری مانند گسترش تبعیض در تصمیم‌گیری‌ها و تشدید نابرابری‌ها وجود دارد. برای تحقق عدالت در هوش مصنوعی، باید از مجموعه‌ای از داده‌های متنوع و متوازن برای آموزش مدل‌ها استفاده کرد و مداوم مدل‌ها را برای تشخیص و اصلاح تعصب‌های موجود بررسی نمود.

### شفافیت و توضیح‌پذیری
شفافیت و توضیح‌پذیری یکی دیگر از اصول حیاتی در ایمنی هوش مصنوعی است. به معنای توانایی توضیح نحوه عملکرد و تصمیم‌گیری سیستم‌های هوش مصنوعی برای کاربران و طراحان است. این ویژگی به‌ویژه زمانی اهمیت پیدا می‌کند که سیستم‌های هوش مصنوعی در تصمیم‌گیری‌های مهمی مانند انتخاب شغل، وام‌دهی یا تشخیص بیماری‌ها دخیل هستند. شفافیت به این معنی است که افراد باید بتوانند بفهمند چرا یک تصمیم خاص توسط سیستم اتخاذ شده است. علاوه بر این، توضیح‌پذیری به توسعه‌دهندگان و ناظران این امکان را می‌دهد که عملکرد مدل‌ها را نظارت کنند و در صورت لزوم اصلاحات لازم را انجام دهند. این اصل به تقویت اعتماد عمومی به سیستم‌های هوش مصنوعی و جلوگیری از تصمیمات غیرعادلانه کمک می‌کند.

### مسئولیت‌پذیری در تصمیم‌گیری
مسئولیت‌پذیری یکی از اصول بنیادی در طراحی سیستم‌های هوش مصنوعی است. این اصل به این معناست که باید تعیین شود که چه کسی یا چه گروهی مسئول تصمیمات یا رفتارهای ناشی از سیستم‌های هوش مصنوعی است. سیستم‌های هوش مصنوعی می‌توانند به‌طور خودکار تصمیماتی بگیرند، اما در نهایت انسان‌ها باید مسئولیت پیامدهای این تصمیمات را بر عهده بگیرند. به‌ویژه در مواردی که تصمیمات هوش مصنوعی ممکن است به حقوق افراد آسیب برساند یا منجر به نتایج غیرقابل پیش‌بینی شود، باید یک چارچوب قانونی و اخلاقی برای پاسخگویی و مسئولیت‌پذیری وجود داشته باشد.

### حفظ حریم خصوصی و داده‌ها
حفظ حریم خصوصی و داده‌ها یکی از مسائل حساس در استفاده از سیستم‌های هوش مصنوعی است. سیستم‌های هوش مصنوعی معمولا به مقادیر زیادی داده نیاز دارند تا بتوانند به‌درستی آموزش ببینند و عملکرد خوبی داشته باشند. این داده‌ها ممکن است شامل اطلاعات شخصی، حساس یا حتی اطلاعات پزشکی افراد باشد. بنابراین، لازم است که از پروتکل‌های امن برای جمع‌آوری، ذخیره و پردازش این داده‌ها استفاده شود. همچنین باید قوانین و مقرراتی وجود داشته باشد که از سوءاستفاده و نقض حریم خصوصی کاربران جلوگیری کند. کاربران باید مطمئن باشند که داده‌هایشان تنها برای مقاصد مشروع و مطابق با رضایت آنها استفاده می‌شود و اینکه سیستم‌های هوش مصنوعی اطلاعاتشان را به‌طور ناخواسته یا غیرمجاز منتشر نمی‌کنند.
این اصول اخلاقی، از جنبه‌های حیاتی و کلیدی در طراحی و توسعه سیستم‌های هوش مصنوعی به شمار می‌روند و می‌توانند در اطمینان از ایمنی این سیستم‌ها و به‌کارگیری آن‌ها به‌طور صحیح و مسئولانه نقش مهمی ایفا کنند. رعایت این اصول نه تنها به بهبود کیفیت و دقت تصمیم‌گیری‌های هوش مصنوعی کمک می‌کند، بلکه اعتماد عمومی به این فناوری‌ها را نیز تقویت می‌کند.

## روش‌های فنی برای ایمنی هوش مصنوعی
ایمنی هوش مصنوعی نیازمند استفاده از روش‌های فنی پیشرفته است تا از عملکرد صحیح و قابل‌اعتماد سیستم‌ها اطمینان حاصل شود. این روش‌ها شامل تحلیل مداوم، شبیه‌سازی سناریوهای بحرانی، استفاده از الگوریتم‌های پیشرفته، و تأمین امنیت داده‌ها است. در ادامه، به بررسی جزئیات هر یک از این روش‌ها می‌پردازیم:

### نظارت و تحلیل تهدیدات
یکی از مؤثرترین روش‌ها برای تضمین ایمنی هوش مصنوعی، نظارت و تحلیل تهدیدات است. این روش شامل پایش مداوم سیستم‌ها برای شناسایی تهدیدات احتمالی، از جمله حملات سایبری، خطاهای الگوریتمی یا نقص‌های سیستمی است. ابزارهای تحلیل پیشرفته و الگوریتم‌های یادگیری ماشین می‌توانند برای شناسایی الگوهای غیرمعمول یا رفتارهای مشکوک در داده‌ها و مدل‌ها مورد استفاده قرار گیرند.
برای مثال:
- در سیستم‌های تشخیص چهره، تحلیل رفتار الگوریتم‌ها برای جلوگیری از تشخیص اشتباه یا تبعیض ضروری است.
- در سیستم‌های مالی، شناسایی تراکنش‌های غیرعادی می‌تواند از وقوع جرایم سایبری جلوگیری کند.

### شبیه‌سازی خطاها و سناریوهای شکست
شبیه‌سازی شرایط بحرانی یکی دیگر از روش‌های کلیدی برای ارزیابی ایمنی سیستم‌های هوش مصنوعی است. این فرآیند شامل ایجاد سناریوهایی است که ممکن است در دنیای واقعی رخ دهند، مانند:
- خطای ورودی داده‌ها
- تغییرات ناگهانی در شرایط محیطی
- رفتار غیرقابل‌پیش‌بینی کاربران

با شبیه‌سازی این شرایط، می‌توان نقاط ضعف سیستم را شناسایی کرده و پیش از وقوع خطا، راه‌حل‌هایی برای رفع آنها ایجاد کرد. برای مثال، در خودروهای خودران، شبیه‌سازی سناریوهای بحرانی مانند مواجهه با مانع ناگهانی یا شرایط جوی نامساعد ضروری است.

### الگوریتم‌های ایمن و خود اصلاح‌گر
سیستم‌های هوش مصنوعی باید به گونه‌ای طراحی شوند که توانایی شناسایی و اصلاح خودکار اشتباهات را داشته باشند. الگوریتم‌های خود اصلاح‌گر می‌توانند با استفاده از داده‌های جدید و بازخوردهای دریافتی، عملکرد خود را بهبود دهند.
این الگوریتم‌ها:
- به کاهش خطاهای سیستمی کمک می‌کنند.
- از یادگیری مداوم برای بهینه‌سازی نتایج استفاده می‌کنند.

به عنوان مثال، در سیستم‌های تشخیص بیماری، الگوریتم‌هایی که بتوانند نتایج نادرست را شناسایی و مدل‌های خود را بهبود دهند، از وقوع خطاهای پزشکی جلوگیری می‌کنند.

### رمزگذاری و حفاظت از داده‌ها
یکی از اساسی‌ترین جنبه‌های ایمنی هوش مصنوعی، حفاظت از داده‌ها و جلوگیری از دسترسی غیرمجاز به آنها است. روش‌های رمزگذاری پیشرفته، انتقال و ذخیره داده‌ها را ایمن می‌سازند.
راهکارهای کلیدی شامل:
- استفاده از الگوریتم‌های رمزنگاری قوی برای حفاظت از داده‌های حساس
- ایجاد پروتکل‌های امنیتی برای جلوگیری از نفوذ و دستکاری داده‌ها
- اطمینان از این‌که داده‌های شخصی تنها برای مقاصد مشخص و با رضایت کاربر استفاده می‌شوند.

در سیستم‌های پزشکی، رمزگذاری داده‌های بیماران برای جلوگیری از نشت اطلاعات حیاتی است. همچنین در حوزه مالی، حفاظت از اطلاعات تراکنش‌ها برای جلوگیری از سوءاستفاده اهمیت بالایی دارد.
این روش‌های فنی، زیرساختی ایمن و پایدار برای سیستم‌های هوش مصنوعی فراهم می‌کنند و از تهدیدات بالقوه جلوگیری می‌کنند. ترکیب این تکنیک‌ها با اصول اخلاقی و قوانین محافظتی می‌تواند به بهبود اعتماد عمومی به هوش مصنوعی و کاهش خطرات کمک کند.

## چالش‌ها و مشکلات پیش رو
ایمنی هوش مصنوعی با چالش‌ها و مشکلات مختلفی روبروست که می‌توانند مانعی برای پیشرفت این فناوری و پذیرش عمومی آن باشند. این مشکلات در زمینه‌های فنی، رفتاری، استانداردسازی، اخلاقی و قانونی قابل مشاهده هستند. در این بخش، به بررسی جزئیات این چالش‌ها می‌پردازیم.

### پیچیدگی‌های فنی در پیاده‌سازی
یکی از بزرگ‌ترین موانع در ایمنی هوش مصنوعی، پیچیدگی فنی در پیاده‌سازی سیستم‌هایی است که هم ایمن و هم کارآمد باشند. این پیچیدگی ناشی از عوامل مختلفی است، از جمله:
- نیاز به طراحی الگوریتم‌هایی که بتوانند در شرایط غیرمنتظره عملکرد صحیح داشته باشند.
- هماهنگی میان اجزای مختلف سیستم‌های پیچیده.
- هزینه‌های بالای تحقیق و توسعه برای تضمین ایمنی.

برای مثال، در خودروهای خودران، پیش‌بینی و مدیریت تمام شرایط ممکن در جاده (مانند رفتار غیرقابل‌پیش‌بینی سایر رانندگان) به تلاش فنی بسیار زیادی نیاز دارد.

### پیش‌بینی‌ناپذیری رفتار سیستم‌های هوش مصنوعی
سیستم‌های هوش مصنوعی، به‌ویژه مدل‌های یادگیری عمیق، به دلیل پیچیدگی بالا و ماهیت یادگیری مبتنی بر داده‌ها، می‌توانند رفتارهای غیرقابل‌پیش‌بینی از خود نشان دهند. این پیش‌بینی‌ناپذیری ممکن است ناشی از:
- ورود داده‌های نامناسب یا مغرضانه.
- تغییرات در محیط عملیاتی سیستم.
- خطاهای ناشناخته در الگوریتم‌ها.

این رفتارهای پیش‌بینی‌ناپذیر می‌توانند منجر به بروز خطرات ایمنی جدی شوند، به‌ ویژه در کاربردهای حساس مانند پزشکی یا امنیت عمومی.

### کمبود استانداردهای جهانی
یکی دیگر از مشکلات اصلی، عدم وجود استانداردهای جهانی و یکپارچه برای توسعه و پیاده‌سازی ایمن سیستم‌های هوش مصنوعی است. چالش‌هایی که در این زمینه وجود دارند عبارتند از:
- تفاوت‌های فرهنگی و قانونی بین کشورها که منجر به عدم توافق بر سر قوانین مشترک می‌شود.
- نبود یک چارچوب جامع برای ارزیابی ایمنی و عملکرد سیستم‌ها.
- سرعت بالای پیشرفت فناوری در مقایسه با تدوین استانداردها.

این کمبود باعث می‌شود که شرکت‌ها و دولت‌ها نتوانند به‌طور مؤثر با خطرات مرتبط با هوش مصنوعی مقابله کنند و اعتماد عمومی به این فناوری کاهش یابد.

### چالش‌های اخلاقی و قانونی
هوش مصنوعی علاوه بر چالش‌های فنی و استانداردسازی، با مسائل اخلاقی و قانونی نیز مواجه است. برخی از این چالش‌ها عبارتند از:
- تعیین مسئولیت در صورت بروز خطا یا حادثه توسط سیستم‌های هوش مصنوعی.
- جلوگیری از تبعیض و تعصب در تصمیم‌گیری‌های هوش مصنوعی.
- حفظ حریم خصوصی کاربران و جلوگیری از سوءاستفاده از داده‌ها.
- ایجاد تعادل میان نوآوری و رعایت قوانین و مقررات.

برای مثال، در سیستم‌های هوش مصنوعی که در استخدام استفاده می‌شوند، وجود تعصبات الگوریتمی می‌تواند به تبعیض علیه گروه‌های خاصی منجر شود. همچنین در خودروهای خودران، مشخص کردن مسئولیت قانونی در تصادفات همچنان یک مسئله حل‌نشده است.
چالش‌های پیش روی ایمنی هوش مصنوعی نه تنها در زمینه‌های فنی، بلکه در حوزه‌های اخلاقی، قانونی و استانداردسازی نیز به‌وضوح قابل مشاهده هستند. برای غلبه بر این چالش‌ها، همکاری بین‌المللی، توسعه تحقیقات فنی پیشرفته و تدوین قوانین و استانداردهای جهانی ضروری است.

## اقدامات و راهکارهای پیشنهادی برای بهبود ایمنی هوش مصنوعی
برای مقابله با چالش‌ها و تضمین ایمنی هوش مصنوعی، اقدامات هدفمند و عملیاتی ضروری است. این اقدامات باید به تقویت زیرساخت‌های فنی، تدوین مقررات مناسب، و آموزش نیروی انسانی متمرکز باشند. در ادامه، به بررسی جزئیات این راهکارها می‌پردازیم.

### ایجاد استانداردهای جهانی و مقررات بین‌المللی
برای تضمین ایمنی و کاهش ریسک‌های ناشی از هوش مصنوعی، تدوین استانداردهای جهانی ضروری است. این استانداردها باید شامل:
- چارچوب‌های نظارتی: تعریف معیارهایی برای ارزیابی ایمنی و عملکرد سیستم‌های هوش مصنوعی.
- همکاری بین‌المللی: ایجاد توافق‌نامه‌های جهانی برای رعایت اصول مشترک ایمنی و اخلاق.
- حمایت از تحقیقات: فراهم کردن بودجه و منابع برای توسعه فناوری‌های ایمن.

برای مثال، در حوزه خودروهای خودران، استانداردهای بین‌المللی می‌توانند به کاهش تصادفات و تضمین ایمنی مسافران کمک کنند.

### افزایش شفافیت و قابلیت توضیح‌پذیری
یکی از مهم‌ترین عوامل در افزایش اعتماد عمومی به هوش مصنوعی، شفافیت در عملکرد و تصمیم‌گیری سیستم‌ها است. برای دستیابی به این هدف:
- توضیح‌پذیری: طراحی الگوریتم‌هایی که تصمیمات آنها برای کاربران قابل‌فهم باشد.
- افشای مدل‌ها و داده‌ها: ارائه اطلاعات کافی درباره نحوه آموزش مدل‌ها و داده‌های استفاده‌شده.
- ارزیابی مستقل: فراهم کردن امکان بررسی و تحلیل سیستم‌ها توسط نهادهای مستقل.

برای مثال، در سیستم‌های پزشکی مبتنی بر هوش مصنوعی، ارائه توضیحات درباره دلایل تشخیص‌ها می‌تواند به پذیرش بهتر نتایج توسط پزشکان کمک کند.

### توسعه ابزارهای نظارتی و امنیتی
ابزارهای پیشرفته نظارتی و امنیتی می‌توانند نقش مهمی در پیشگیری از تهدیدات و نقص‌های احتمالی ایفا کنند. این ابزارها شامل:
- سیستم‌های هشدار زودهنگام: شناسایی و مدیریت تهدیدات پیش از وقوع.
- تست و شبیه‌سازی: ارزیابی عملکرد سیستم‌ها در شرایط بحرانی.
- پایش مداوم: نظارت بر عملکرد سیستم‌ها و شناسایی رفتارهای غیرمعمول.

به عنوان مثال، استفاده از ابزارهای شبیه‌سازی می‌تواند در شناسایی نقاط ضعف خودروهای خودران مؤثر باشد.

### آموزش متخصصان و توسعه‌دهندگان
توسعه و پیاده‌سازی سیستم‌های ایمن نیازمند نیروی انسانی متخصص است. برای این منظور:
- برگزاری دوره‌های آموزشی: آموزش توسعه‌دهندگان درباره اصول ایمنی و اخلاق هوش مصنوعی.
- تقویت همکاری‌های دانشگاهی و صنعتی: ایجاد برنامه‌های تحقیقاتی مشترک برای افزایش دانش فنی.
- ارتقاء آگاهی عمومی: آموزش کاربران نهایی درباره استفاده ایمن از سیستم‌های هوش مصنوعی.

برای مثال، برنامه‌های آموزشی می‌توانند به توسعه‌دهندگان کمک کنند تا از تعصبات الگوریتمی در مدل‌های هوش مصنوعی جلوگیری کنند.
با اجرای این راهکارها، می‌توان به بهبود ایمنی هوش مصنوعی کمک کرد و خطرات مرتبط با این فناوری را به حداقل رساند. همکاری جهانی، توسعه ابزارهای فنی و ارتقاء مهارت‌های متخصصان از جمله اولویت‌های اصلی برای دستیابی به این هدف است.

## نمونه‌های واقعی و مطالعات موردی
برای درک بهتر مفاهیم مرتبط با ایمنی هوش مصنوعی، بررسی نمونه‌های واقعی و مطالعات موردی می‌تواند بسیار آموزنده باشد. این بخش به ارائه نمونه‌هایی از پروژه‌ها، موفقیت‌ها و شکست‌های مرتبط با ایمنی هوش مصنوعی می‌پردازد.

### پروژه OpenAI و ایمنی هوش مصنوعی
پروژه OpenAI یکی از برجسته‌ترین تلاش‌ها در زمینه ایمنی هوش مصنوعی است. هدف این پروژه توسعه سیستم‌های هوش مصنوعی قدرتمند و ایمن است که بتوانند به نفع همه بشریت عمل کنند.
اقدامات کلیدی OpenAI:
- توسعه مدل‌های توضیح‌پذیر: OpenAI در مدل‌هایی مانند ChatGPT تلاش کرده است تا تصمیم‌گیری‌های الگوریتمی را شفاف‌تر کند.
- پیشگیری از سوءاستفاده: با اعمال محدودیت‌هایی در استفاده از مدل‌های خود، OpenAI سعی دارد از کاربردهای غیرمجاز جلوگیری کند.
- همکاری بین‌المللی: OpenAI با دیگر سازمان‌ها و دولت‌ها همکاری می‌کند تا چارچوب‌های ایمنی مناسبی ایجاد کند.

نتایج: این پروژه توانسته است الگویی برای توسعه مسئولانه هوش مصنوعی ارائه دهد و در عین حال مسائل مرتبط با تعصبات الگوریتمی و سوءاستفاده‌های احتمالی را کاهش دهد.

### مطالعات موردی موفق در زمینه ایمنی هوش مصنوعی

#### سیستم‌های تشخیص تقلب در بانکداری:
- بانک‌ها از هوش مصنوعی برای شناسایی تقلب در تراکنش‌های مالی استفاده می‌کنند. با نظارت دقیق و الگوریتم‌های به‌روز، این سیستم‌ها توانسته‌اند از زیان‌های مالی گسترده جلوگیری کنند.
- ویژگی بارز: نظارت مداوم و شفافیت در تحلیل داده‌ها.
- نتیجه: کاهش تقلب و افزایش اعتماد مشتریان

#### خودروهای خودران شرکت Tesla
- شرکت Tesla با استفاده از الگوریتم‌های پیشرفته هوش مصنوعی، ایمنی رانندگان و مسافران را بهبود داده است. این سیستم‌ها با نظارت لحظه‌ای بر شرایط جاده و تصمیم‌گیری سریع، تعداد حوادث را کاهش داده‌اند.
- ویژگی بارز: شبیه‌سازی خطاها برای بهبود سیستم.
- نتیجه: کاهش حوادث جاده‌ای در شرایط خاص.

### نمونه‌هایی از شکست‌های ایمنی و پیامدهای آن

#### حادثه خودروهای خودران Uber (۲۰۱۸)
- در این حادثه، یکی از خودروهای خودران Uber در آزمایشی در آریزونا به یک عابر پیاده برخورد کرد و منجر به مرگ وی شد.
- دلیل: عدم توانایی سیستم در تشخیص صحیح شرایط غیرمعمول جاده.
- پیامد: افزایش نگرانی‌ها درباره قابلیت اطمینان و ایمنی خودروهای خودران.

#### چت‌بات Tay شرکت Microsoft (۲۰۱۶)
- چت‌بات Tay که برای تعامل با کاربران در توییتر طراحی شده بود، در مدت زمان کوتاهی به دلیل یادگیری از محتوای نامناسب کاربران، رفتارهای توهین‌آمیز نشان داد.
- دلیل: فقدان نظارت کافی و پیش‌بینی رفتار یادگیری ماشین در محیط باز.
- پیامد: از کار افتادن پروژه و کاهش اعتماد عمومی به چت‌بات‌ها.

#### سیستم تشخیص چهره Amazon Rekognition
- این سیستم، در مواردی افراد بی‌گناه را به‌اشتباه به‌عنوان مجرمان شناسایی کرد.
- دلیل: تعصبات الگوریتمی ناشی از داده‌های آموزشی نابرابر.
- پیامد: انتقادهای گسترده و کاهش اعتماد عمومی به سیستم‌های هوش مصنوعی.

مطالعات موردی نشان می‌دهند که در کنار موفقیت‌ها، چالش‌های جدی‌ای نیز در زمینه ایمنی هوش مصنوعی وجود دارد. پروژه‌هایی مانند OpenAI نمونه‌ای از تلاش‌های موفق برای بهبود ایمنی هستند، در حالی که شکست‌هایی نظیر حادثه Uber نشان‌دهنده اهمیت بهبود نظارت، شفافیت، و توسعه ابزارهای ایمن‌تر هستند.
ایمنی هوش مصنوعی، مفهومی کلیدی در تضمین توسعه پایدار و استفاده مسئولانه از این فناوری است. با بررسی ابعاد مختلف این موضوع، روشن شد که چالش‌های فنی، اخلاقی و قانونی نیازمند راهکارهای جامع و همکاری‌های بین‌المللی هستند.
آینده‌ای که در آن هوش مصنوعی به‌صورت ایمن و شفاف به کار گرفته شود، مستلزم ایجاد استانداردهای جهانی، پیشرفت در شفافیت الگوریتم‌ها، و آموزش مداوم متخصصان این حوزه است. در عین حال، مطالعات موردی موفق و شکست‌ها باید به‌عنوان درس‌های ارزشمند در مسیر بهبود ایمنی مورد استفاده قرار گیرند.
این مقاله بر اهمیت توجه مداوم به ایمنی هوش مصنوعی تأکید دارد تا این فناوری به جای تهدید، فرصتی برای بهبود زندگی انسان‌ها باشد.